# Jean Capart
Jean Capart (Bruxelles, 21 febbraio 1877 – Etterbeek, 16 giugno 1947) è stato un egittologo belga.
Direttore degli scavi di Nekheb dal 1937 al 1939 e poi nel 1945.

## Pubblicazioni
- Les débuts de l'art en Égypte, 1904.
- L'art égyptien, 1909–1911.
- L'art égyptien : études et histoire, 1924–1948.
- Memphis à l'ombre des pyramides, 1930.
- Le Message de la vieille Égypte, 1944.
- Je lis les hiéroglyphes, 1946.